# Maria Luisa von Österreich-Toskana (1845–1917)

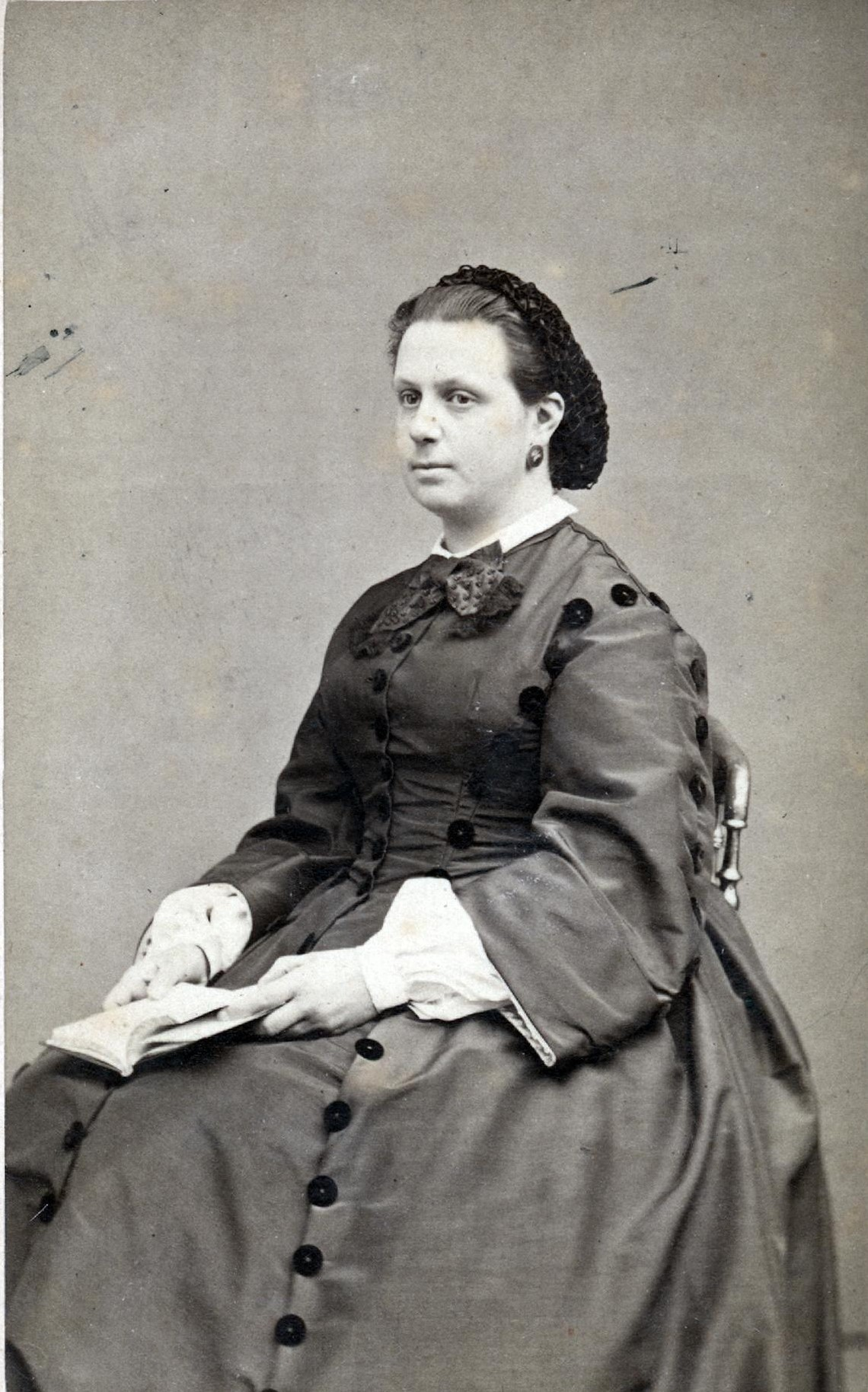
Maria Luisa von Österreich-Toskana

Maria Luisa von Österreich-Toskana (vollständiger Name: Maria Luisa Annunziata Anna Giovanna Giuseppa Antonietta Filomena Apollonia Tommasa; * 31. Oktober 1845 in Florenz; † 27. August 1917 in Hanau) war eine Erzherzogin von Österreich und Prinzessin der Toskana. Sie gehörte dem Haus Habsburg-Lothringen an. Durch Heirat wurde sie Prinzessin, bzw. ab 1866 Fürstin zu Isenburg und Büdingen.

## Leben
Maria Luisa war das achte Kind und die fünfte Tochter des Großherzogs Leopold II. der Toskana und seiner zweiten Gattin Maria Antonia von Neapel-Sizilien. Benannt wurde sie nach ihrer Tante väterlicherseits, Maria Luisa, die unverheiratet geblieben war.
Maria Luisa wurde zu einer Zeit der Ruhe und Prosperität im Großherzogtum Toskana geboren und liebevoll in Florenz aufgezogen. Sie wurde bereits als kleines Kind mit den revolutionären Ereignissen von 1848 konfrontiert. Die großherzogliche Familie zog im Februar 1849 aus Sicherheitsgründen in die Festung Gaeta um. Die Großherzogin Maria Antonia reiste dabei getrennt vom Rest der Familie und wurde von ihren beiden jüngeren Kindern Maria Luisa und Ludwig Salvator begleitet. Die Familie blieb mehrere Monate in Gaeta und kehrte erst am 28. Juli 1849 nach Florenz zurück.
Nach zehn relativ ruhig verlaufenden Jahren musste die 14-jährige Maria Luisa mit ihrer Familie am 27. April 1859 Florenz verlassen, als dort eine vom damals tobenden Sardinischen Krieg angestoßene Volkserhebung ausbrach. Leopold II. dankte am 21. Juli 1859 zugunsten seines Sohns Ferdinand IV. ab. In der Folge schloss sich die Toskana mit dem neuen Königreich Italien zusammen. Maria Luisa lebte von 1859 bis 1865 mit ihren Eltern auf Territorien des Habsburgerreichs, insbesondere auf Schloss Brandeis (in der heutigen böhmischen Stadt Brandýs nad Labem-Stará Boleslav).
Am 31. Mai 1865 heiratete Maria Luisa als 19-Jährige in Brandeis, Böhmen, den (ab 1866) Fürsten Karl zu Isenburg und Büdingen in Birstein (1838–1899). Das Paar bekam neun Kinder. Wie ihr zum Katholizismus konvertierter Gatte lebte sie strikt religiös in einer betont katholischen Familie. Sehr innig verbunden war sie ihrem jüngsten Bruder Johann Salvator und lud diesen nach seinem Austritt aus dem Kaiserhaus und seiner Ausweisung aus Österreich-Ungarn nach Birstein ein.
Maria Luisa nahm als Prinzessin Karl von Isenburg 1907 an der Herkomer-Konkurrenz (Startnummer 30) mit einem Mercedes-Wagen teil und gewann eine goldene Plakette. Sie war damit eine von zwei Frauen unter den 161 angemeldeten Fahrern, die an den Start gingen.
Maria Luisa überlebte ihren Gatten um 18 Jahre und starb während des Ersten Weltkriegs am 27. August 1917 im Alter von 71 Jahren in Hanau, so dass sie das bald folgende Ende der österreichisch-ungarischen Monarchie nicht mehr erlebte. Ihre letzte Ruhestätte fand sie in Birstein.

## Nachkommen
Maria Luisa und Karl zu Isenburg und Büdingen hatten neun Kinder:
- Leopold Wolfgang (* 10. März 1866; † 30. Januar 1933), Erbprinz, verzichtete 1898 auf sein Erstgeburtsrecht und die Standesherrschaft 
  - ⚭ 1902 Prinzessin Olga von Sachsen-Weimar-Eisenach (1869–1924), Tochter von Herrmann von Sachsen-Weimar-Eisenach
  - ⚭ 1924 Gräfin Marie Eckbrecht von Dürckheim-Montmartin (1880–1937)
- Maria Antonia (* 10. Februar 1867; † 12. August 1943)
- Maria Michaele (* 24. Juni 1868; † 19. März 1919)
- Franz Joseph (* 1. Juni 1869; † 15. September 1939), ⚭ 1896 Prinzessin Friederike von Solms-Braunfels (1873–1927)
- Karl Joseph (* 18. Februar 1871; † 6. Januar 1951), ⚭ 1895 morganatisch mit Bertha Lewis (1872–1930)
- Viktor Karl (* 29. Februar 1872; † 4. August 1946), ⚭ 1908 Leontine Rohrer, Freifrau von Rombach (1886–1950)
- Alfonso Maria (* 6. Februar 1875; † 22. April 1951), ⚭ 1900 Gräfin Pauline Marie von Beaufort-Spontin (1876–1955)
- Marie Elisabeth (* 18. Juli 1877; † 28. September 1943), ⚭ 1919 Georg Beyer (1880–1941)
- Adelheid Maria (* 31. Oktober 1878; † 4. März 1936)